# Arroseren

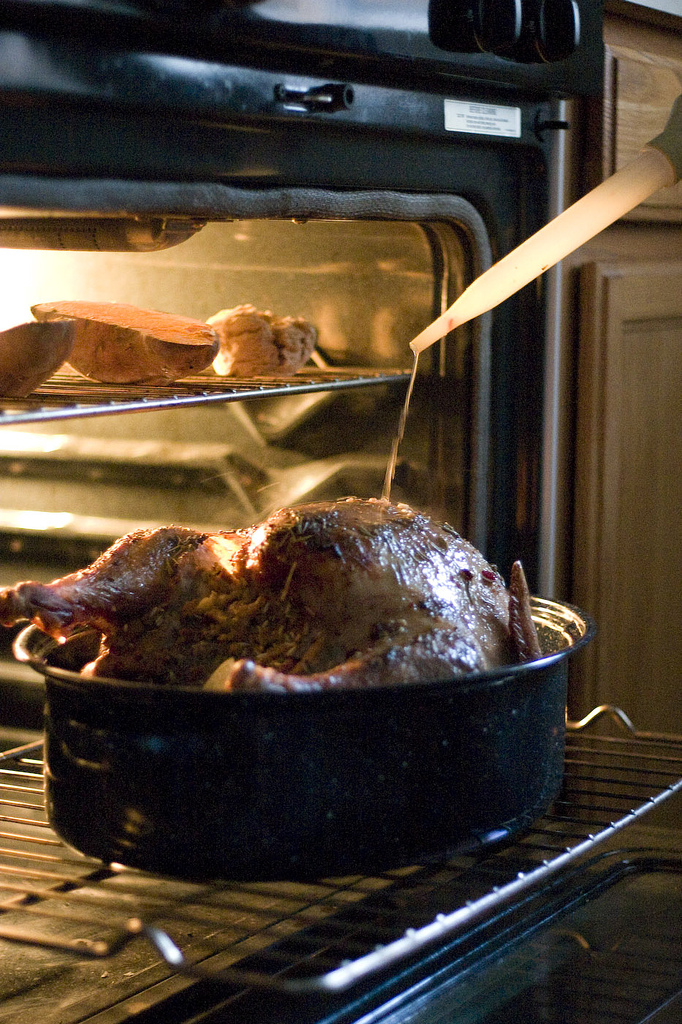
Een kalkoen wordt gearroseerd.

Het arroseren van vlees of vis is een garingstechniek en wordt gedaan tijdens het braden in een koekenpan of braadslee. Men schept voortdurend (en in hoog tempo) heet vet (boter of olie) plus het braadvocht over het stukje vlees of vis om het gelijkmatig te laten garen. Vlees of vis hoeven hierbij niet gekeerd te worden. Arroseren in een braadslee in de oven zorgt voor betere bruining van vlees, vis of gevogelte.